# Mario Segre
Mario Segre (Torino, 16 ottobre 1904 – Auschwitz, 24 maggio 1944) è stato un epigrafista italiano di origine ebraica, vittima dell'Olocausto.

## Biografia
Mario Segre nasce a Torino da una famiglia ebraica, figlio di Giuseppe Segre e Ida Luzzati. Umberto Segre è suo fratello minore.
Trasferitasi la famiglia a Genova, Mario vi frequenta il Liceo classico "Andrea Doria" per iscriversi quindi alla facoltà di Lettere e Filosofia dell'Università degli Studi di Genova. Ottenuta la laurea in Lettere Antiche nel 1926, si dedica tra il 1927 e il 1933 all'insegnamento del greco e del latino nella scuola superiore, a Genova, Bressanone, Alba e infine Milano. Ma la sua vera passione è l'epigrafia. Nel 1930 Segre vince una borsa di studio della Regia Scuola archeologica italiana di Atene e nel 1931 il concorso dell'Istituto storico-archeologico di Rodi. Da allora Segre partecipa a scavi archeologici, facendo di Rodi, allora isola italiana, il centro del suo lavoro di epigrafista, toccando le isole di Cos, Calimno e Carpato e effettuando numerose escursioni anche in Anatolia. Interessato fondamentalmente all'aspetto storico, Segre predilige lo studio delle iscrizioni ellenistiche, pubblicando numerosi lavori, tra cui spicca il Corpus delle iscrizioni di Calimno, pubblicato postumo nel 1952. 
Nel 1934 Segre consegue la libera docenza in Epigrafìa e Antichità greche, che esercita presso l'Università Statale di Milano. Nel 1936 viene messo a disposizione del Regio Istituto di Archeologia e Storia dell'Arte di Roma. 
Nel 1938, in seguito all'introduzione delle leggi razziali fasciste, viene dichiarato decaduto dalla libera docenza di Epigrafia greca e messo in pensione dal Ministero dell'Educazione nazionale, a 34 anni. Al primo congresso internazionale di Epigrafia ad Amsterdam, nel 1938, Segre non può presentarsi e, un suo saggio sull'isola di Calimno, per ordine del governo fascista è immediatamente ritirato. Diversamente dal fratello Umberto Segre, antifascista impegnato come lo furono i più giovani cugini Vittorio Foa e Piero Luzzati, Mario fu completamente estraneo alle vicende politiche del regime e non prese mai una posizione specifica. Nel 1938 si reca a Londra, dove gli era stata assegnata una borsa di studio a Oxford, ma fa ritorno in Italia, perché si era impegnato con Cesare Maria De Vecchi, governatore delle isole, a finire il Corpus epigraficum delle isole dell'Egeo, di cui aveva tracciato il piano di pubblicazione. Nel febbraio del 1939 è di nuovo a Rodi ma, costretto a firmare la dichiarazione di appartenenza alla razza ebraica, deve abbandonare le proprie ricerche ed i propri scavi nel 1940 e ritornare a Roma.
Nel settembre 1941 sposa Noemi Cingoli, da cui nasce nell'agosto 1942 il piccolo Marco. Vive di lezioni private, continuando l'attività di epigrafista e curando la compilazione di alcune voci dell'Enciclopedia minore diretta da Giovanni Gentile, firmando con il nome dell'archeologa e amica Luisa Banti. 
Dopo l'8 settembre 1943 la situazione si fa drammatica. Il 16 ottobre 1943 la madre e la sorella di Segre sono vittime del Rastrellamento del ghetto di Roma. La madre morirà di stenti in treno durante la deportazione, la sorella Elena nelle camere a gas di Auschwitz. Il fratello Umberto Segre si rifugia in Svizzera con la famiglia. Mario, la moglie e il bambino trovano ospitalità presso l'Istituto svedese di studi classici a Roma, che gode dell'extraterritorialità. Il 5 aprile 1944 tuttavia i tre vengono arrestati, in seguito ad una delazione, da due agenti della polizia fascista mentre si trovano all'esterno dell'Istituto assieme a Filippo Magi, assistente per l'Archeologia classica alla Direzione Generale dei Musei Vaticani. A nulla vale l'intervento della Segreteria di Stato della Santa Sede nella persona di Giovanni Battista Montini (il futuro Papa Paolo VI), che il 15 aprile si rivolge all'Ambasciatore di Germania Ernst von Weizsäcker nel vano tentativo di salvare gli arrestati dalla deportazione e dalla morte: “Si implora dalle autorità germaniche il rilascio dell'intera famiglia Segre".
Dal carcere romano di Regina Coeli, Mario Segre, Noemi Cingoli e il piccolo Marco vengono trasferiti a Fossoli e Padova e quindi deportati Auschwitz dove vengono uccisi nelle camere a gas il 24 maggio 1944, la sera stessa del loro arrivo.

## Opere
- Un poema colombiano del Settecento. Columbus di Ubertino Carrara, (1715), Roma, Istituto Cristoforo Colombo, 1925.
- Documenti di storia ellenistica da Cipro, Roma, Ist. Poligrafico dello Stato, 1952.
- Tituli Calymnii, Bergamo, Istituto italiano d'arti grafiche, 1952.
- Iscrizioni di Cos, 2 voll., Roma, L'Erma di Bretschneider, 1993. ISBN 88-7062-830-2
- Pausania come fonte storica. Con un'appendice sulle fonti storiche di Pausania per l'età ellenistica, 2 voll., Roma, DBcard, 2004. ISBN 88-267-0381-7; Roma, Edizioni associate, 2007. ISBN 9788826703824